# Coats, Kansas
Coats är en ort i Pratt County i Kansas. Vid 2020 års folkräkning hade Coats 68 invånare.